# Station Górowo Iławeckie
Station Górowo Iławeckie was een spoorwegstation in de Poolse plaats Górowo Iławeckie (voor 1945: Landsberg Oost-Pruisen). Het station lag aan de lijn van het nu in de Oblast Kaliningrad gelegen Kornevo (Zinten) naar Czerwonka (Rothfließ). De lijn werd in 1944 opgebroken. In 1952 was de lijn weer hersteld in de richting van Czerwonka. Een jaar later was de lijn in de andere richting herbouwd tot aan het dorp Sągnity bij de grens met de Sovjet-Unie. Het personenverkeer, bestaande uit twee tot drie treinen per dag, is in 1991 gestaakt. Het goederenvervoer heeft het tot 1999 volgehouden.